# Задорожний Іван-Валентин Феодосійович
Задорожний Іван-Валентин Феодосійович (*7 липня 1921, м. Ржищів, Київської області — †1988 року, м. Київ, похований у м. Ржищів) — український художник-монументаліст, живописець, графік. Заслужений діяч мистецтв УРСР з 1960 року. Лауреат Шевченківської премії 1995 року (посмертно). Воював. Вчився в Київському Державному художньому інституті (1945–1951). Викладачі К.Елева, А.Петрицький,
С.Григорєв.

## Життєвий шлях
Народився в селянській родині у Ржищеві. Під час Голодомо́ру 1932—1933 років батько, відправляє його зі знайомим у Ки́їв. Відтоді він залишається сам. Деякий час Іван живе у Гніздовського (начальник, який опікувався дитячими будинками). Там отримав друге ім’я – Валентин, та жив у прийомній сім'ї не довго. Згодом талановитого юнака запримітили і взяли до Державної художньої середньої школи імені Тараса Шевченка. Під-час Дру́гої світової війни отримав два поранення в боях під Ростовом і Новоросійськом і Кемьлагом.
Після 1945-го повертається в Київ, закінчує Київський художній інститут, аспірантуру.
1966 року він переходить із живописної секції у секцію монументального мистецтва. І в співавторстві з Глущуком Федором Тимофійовичем і  Перевальським Василем Євдокимовичем починає роботу над вітражем “Т.Г.Шевченко і народ” у Київському держуніверситеті.
За життя Задорожний встиг створити й низку талановитих парсун історичних постатей: Аттіли, Печерського ченця Аліпія, Ярослава Мудрого,
Березовського Максима Созонтовича , Юрія Кондратюка тощо.
Помер 1988 року. Похований на батьківщині.

## Творчість

### Живописні твори
- «Богдан Хмельницький залишає в заставу кримському хану свого сина Тимоша»" (1954) — Бахчисарайський художній музей
- «Хліб насущний» (1983–1985), «Максим Березовский» (1985) — Національний художній музей України. Київ
- «Роксолана» (1977), «Юрій Кондратюк» (1976–1979), «Нестор Літописець» (1980–1984) — Хмельницький обласний художній музей
- «Ластівки» (1985), «Маруся Чурай» (1975–1977) — Чернігівський художній музей
- «Весілля» (копія) знаходиться у Музеї мистецтва ім. І. Задорожного у м. Ржищеві
- «Мати» (1964), картон олія, Музей мистецтва ім. І.Задорожного у м. Ржищеві
- «Дід Устим» (1965), папір, олівець, Музей мистецтва ім. І. Задорожного
- «Марфа Каменська» (1965), картон, олія, Музей мистецтва ім. І.Задорожного

### Монументальні об'єкти
- вітраж «Наша пісня — наша слава» (1971–1972), палац культури ім. Г.Петровського, м. Кременчук
- «Люди — бережіть Землю!» (1976–1979), палац культури, Біла Церква
- різьблення, «Криниця Коцюбинського», літературно-меморіальний музей М.Коцюбинського, м. Чернігів (1978–1983)
- київський фунікулер, вітражі на верхній станції (1984)
- зал «Братина»(1976–1982), готель Либідь.

### Графіка
- «Кирило Кожум'яка» — кольорові ілюстрації до казки (1983)

## Премії та нагороди
- Нагороджений премією Ради Міністрів СРСР за монументально-декоративне оформлення селища Калита Київської області
- Державна премія України ім. Т. Шевченка (1995). (посмертно)

## Вшанування пам'яті
У Ржищеві діє Ржищівський музей образотворчого мистецтва ім. Івана-Валентина Задорожного.